# Eksplozja rakiety w Przewodowie
Eksplozja rakiety w Przewodowie – eksplozja, która miała miejsce 15 listopada 2022 roku we wsi Przewodów w gminie Dołhobyczów w powiecie hrubieszowskim w województwie lubelskim. Do zdarzenia doszło w pobliżu granicy Polski z Ukrainą, w dniu zmasowanych ataków rakietowych dokonanych przez Rosję w czasie inwazji na Ukrainę.

## Opis zdarzenia
Do zdarzenia doszło o godzinie 15:40 w obrębie suszarni zboża, działającej na terenie dawnego Państwowego Gospodarstwa Rolnego (PGR). W wyniku wybuchu zginęły dwie osoby (Bogusław Wos, Bogdan Ciupek) pracujące w suszarni, zniszczeniu uległ również jeden z budynków należących do zakładu.

## Przyczyna
Przedstawiciele polskiego Ministerstwa Spraw Zagranicznych poinformowali o tym, że w miejsce eksplozji spadł pocisk produkcji rosyjskiej. Z kolei dzień po zdarzeniu prezydent Andrzej Duda stwierdził, że najprawdopodobniej ów pocisk został wystrzelony w ramach działań obronnych przez siły ukraińskie i omyłkowo spadł na teren Polski. Opinia wydana przez biegłych w toku prowadzonego śledztwa wskazuje na to, że pocisk został wystrzelony z terytorium Ukrainy.

## Reakcje
Wydarzenie opisały liczne zagraniczne media, między innymi Associated Press, CNN, „Die Welt” i „The Guardian”. Wywołało ono także szereg reakcji politycznych.

### Reakcje w Polsce
Ówczesny Prezes Rady Ministrów Mateusz Morawiecki w porozumieniu z prezydentem Andrzejem Dudą zarządzili spotkanie w siedzibie Biura Bezpieczeństwa Narodowego. Zadecydowano o zwołaniu Rady Bezpieczeństwa Narodowego na godzinę 12:00 w środę 16 listopada. Rzecznik prasowy rządu Piotr Müller poinformował o tym, że zostanie zweryfikowane to, czy zachodzą przesłanki do uruchomienia procedur z 4 artykułu Paktu Północnoatlantyckiego – artykuł ten mówi o konsultacjach w obliczu zagrożenia integralności terytorialnej, niezależności politycznej lub bezpieczeństwa którejkolwiek ze stron Paktu. Podwyższono gotowość niektórych jednostek wojskowych i zwiększono gotowość bojową jednostek służb mundurowych.
Po konferencji w Biurze Bezpieczeństwa Narodowego 16 listopada 2022 r. prezydent Andrzeja Duda ogłosił to, że wszystko wskazuje na to, że przyczyną wybuchu było uderzenie ukraińskiej rakiety S-300 wystrzelonej w celu obrony przed rosyjskimi pociskami.

### Międzynarodowe
Chińska Republika Ludowa
Rzecznik prasowy Ministerstwa Spraw Zagranicznych Chin zaapelowała: „Wszystkie strony powinny w obecnych warunkach zachować spokój i powściągliwość”.
 Czechy
Premier Petr Fiala napisał na Twitterze: „Dzisiejsze zmasowane ataki rakietowe armii rosyjskiej na Ukrainę wyraźnie pokazują to, że Rosja chce dalej terroryzować swój naród i niszczyć państwo. Jeśli Polska potwierdzi to, że pociski trafiły również w jej terytorium, będzie to kolejna eskalacja ze strony Rosji. Zdecydowanie opowiadamy się za naszym sojusznikiem z Unii Europejskiej i NATO”.
 Estonia
Przedstawiciele Ministerstwa Spraw Zagranicznych Estonii określili wiadomości o eksplozji mianem „bardzo niepokojących” i wyraziło gotowość państwa do obrony „każdego kawałka terytorium NATO”.
 Litwa
Prezydent Gitanas Nausėda napisał na Twitterze: „Litwa twardo solidaryzuje się z Polską. Każdy centymetr terytorium NATO musi być broniony”.
 Łotwa
Wicepremier Artis Pabriks napisał na Twitterze: „Moje kondolencje dla naszych polskich towarzyszy broni. Zbrodniczy rosyjski reżim wystrzelił rakiety, które były wycelowane nie tylko w ukraińskich cywilów, ale także wylądowały na terytorium NATO w Polsce. Łotwa w pełni stoi po stronie polskich przyjaciół i potępia tę zbrodnię”.
 Rosja
Przedstawiciele Ministerstwa Obronny Rosji zaprzeczyli doniesieniom mówiącym o tym, że rosyjskie rakiety uderzyły w terytorium Polski, nazywając te doniesienia celową prowokacją. Wystosowano informację mówiącą o tym, że znalezione na miejscu zdarzenia fragmenty pocisków nie mogą pochodzić z rosyjskiej broni.
 Stany Zjednoczone
Prezydent Joe Biden zaoferował „pełne wsparcie dla Polski i pomoc w śledztwie”. Joseph Biden przekazał przedstawicielom państw członkowskich Grupy G7 i NATO informację mówiącą o tym, że wybuch spowodowały rakiety obrony powietrznej Ukrainy.
Rzecznik prasowy Departamentu Obrony Stanów Zjednoczonych zapewnił o tym, że Stany Zjednoczone będą broniły każdego centymetra terytorium NATO.
Dzień po zdarzeniu prezydent Joseph Biden potwierdził to, że wybuch spowodował ukraiński pocisk obrony powietrznej.
 Ukraina
Prezydent Wołodymyr Zełenski napisał na Twitterze: „Federacja Rosyjska zabija wszędzie tam, gdzie może dotrzeć. Dzisiaj dotarła do Polski. Ten atak na bezpieczeństwo zbiorowe w regionie euroatlantyckim jest eskalacją. Zginęli ludzie. Moje kondolencje dla polskich braci i sióstr! Ukraina zawsze z wami. Należy powstrzymać terror Rosji. Solidarność to nasza siła”. Początkowo prezydent Wołodymyr Zełenski swoimi wypowiedziami sugerował to, że na Przewodów spadła rakieta wystrzelona przez Rosjan, ale już po dwóch dniach jego stanowisko nie było już tak jednoznaczne: powiedział bowiem, że „nikt na świecie nie ma 100 procent pewności co do tego, co się tam wydarzyło, ja też nie mam”.

## Upamiętnienie
- 16 listopada 2022 ofiary eksplozji zostały upamiętnione minutą ciszy w Sejmie Rzeczypospolitej Polskiej[23]. Tego samego dnia, ich pamięci została poświęcona minuta ciszy przed rozegranym na Stadionie Narodowym im. Kazimierza Górskiego w Warszawie meczem towarzyskim, w którym reprezentacja Polski zmierzyła się z reprezentacją Chile[24].
- 15 listopada 2023 w pierwszą rocznicę eksplozji w miejscowości odsłonięto tablicę upamiętniającą tragiczne wydarzenie[25].